# Bethanie (Namibia)

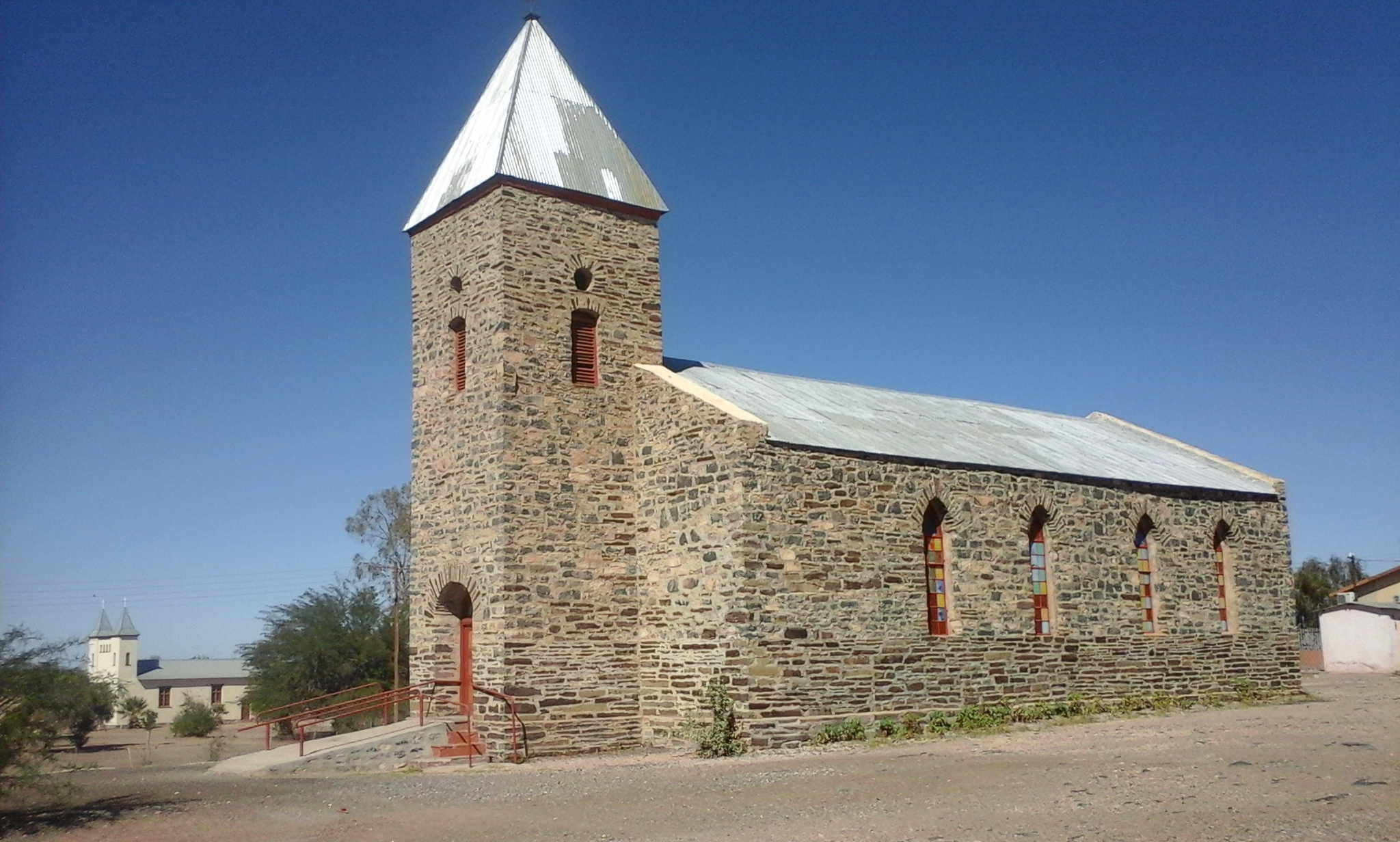
Die lutherische Lentia-Kirche in Bethanie

Bethanie (Afrikaans und offiziell) (in Deutsch und historisch Bethanien; in Nama ǀUiǂgandesKlicklaut) ist ein Dorf in der Region ǁKharas im Süden Namibias. Es hat (Stand 2023) etwa 2372 Einwohner auf einer Fläche von 5,8 km². Bethanie liegt 1000 m hoch und befindet sich nahe der Nationalstraße B4 zwischen Keetmanshoop und Lüderitz.

## Geschichte
Bethanie verdankt Entstehung und Namen der Londoner Missionsgesellschaft (LMS), namentlich dem Missionar Heinrich Schmelen. Dieser kam 1815 zusammen mit einer aus Pella ausgewanderten Orlam-Gesellschaft über den Oranjefluss und fand hier „eine dauerhafte Quelle, die man nicht mit einem Stein verschließen kann“ – auf Khoekhoegowab „ǀUiǂgandes“ und auf Afrikaans „Klipfontein“ genannt – und gutes Weideland.
Schmelen nannte den Ort fortan nach dem biblischen Ort, an dem Jesus Christus getauft wurde, Bethanien. Er errichtete hier das erste von Europäern erbaute Steinhaus in Südwestafrika, das auch heute noch zu besichtigen ist – das Schmelenhaus von 1815 – und bemühte sich, die Orlam und die nachziehenden Nama (Bethanien-Nama) hier sesshaft zu machen und zum christlichen Glauben zu bekehren. 1859 wurde die zweitürmige Kirche errichtet.
Von 1879 bis 1891 leitete Johannes Heinrich Bam (1849–1891) die Missionsstation in Bethanien. Am 1. März 1883 und 25. August 1883 erlangte Bethanie noch einmal geschichtliche Bedeutung dadurch, dass Heinrich Vogelsang hier mit dem Orlam-Kaptein Joseph Frederiks II. den ersten Landerwerbsvertrag für Adolf Lüderitz abschloss und damit den Grundstein für die spätere deutsche Kolonie Deutsch-Südwestafrika legte.
1891 übernahm der Missionar Friedrich Heinrichs die dortige Missionsstation, die er bis 1907 führte.

## Kommunalpolitik
Bei den Kommunalwahlen 2020 wurde folgendes amtliches Endergebnis ermittelt.
| Partei    | Stimmen | Stimmenanteil | Sitze |
| --------- | ------- | ------------- | ----- |
| LPM       | 378     | 052,28 %      | 3     |
| PDM       | 179     | 024,76 %      | 1     |
| SWAPO     | 166     | 022,96 %      | 1     |
| Insgesamt | 723     | 100 %         | 5     |